# Надя Стайлз
Надя Стайлз (англ. Nadia Styles, род. 25 июня 1982 года, Лос-Анджелес, США) — сценический псевдоним американской порноактрисы Патрис Рольдан.

## Биография
Надя Стайлз родилась в Лос-Анджелесе. В 17 лет мать выгнала её из дома. Стайлз, прочитав рекламу в LA Weekly, стала сниматься в качестве интернет-модели. В возрасте 19 лет впервые снялась в порнофильме для студии New Sensations и почти сразу же заболела гонореей. За свою карьеру она снялась в более чем 250 фильмах для взрослых и несколько раз заражалась гонореей и другими заболеваниями. Она также один раз забеременела и была вынуждена сделать аборт. Уже на второй год пребывания в порнобизнесе она зарабатывала 100 000 долларов в год и начала принимать наркотики и болеутоляющие, такие как викодин, а также злоупотреблять алкоголем.
В декабре 2008 года она объявила, что уходит из порноиндустрии и становится христианкой. После ухода Стайлз стала ярой противницей порноиндустрии и является членом организации Pink Cross. В 2014 году она заявила, что она собирается продолжить сниматься в порнофильмах. Она порвала отношения с Pink Cross Foundation, заявив «Их повестка дня не подходит тому, что бы я хотела для себя», и что её уход из порноиндустрии был направлен не против самой индустрии, а против неё самой: «Я боролась не с порноиндустрией, я боролась против себя».
В 2015 году снялась в видеоролике для сайта Funny or Die вместе с коллегами Ниной Элле и Мерседес Каррерой, критикуя премьеру фильма «Пятьдесят оттенков серого», который они обвинили в том, что он женоненавистнический, плохо написан и показывает «секс без секса».

## Премии и номинации
- 2005 номинация на AVN Award — «лучшая сцена триолизма, видео» за Double Teamed, Digital Sin (вместе с Марко Бандерасом и Беном Инглишем)[6]
- 2006 номинация на AVN Award — «лучшая сцена анального секса, видео» за Barely Legal Corrupted, Hustler Video (вместе с Куртом Локвудом)[7]
- 2009 номинация на AVN Award — «самая скандальная сцена секса» за Squirt Gangbang 2 (вместе с Аннет Шварц, Джада Файер, Флауэр Туччи, Angela Stone, Britney Stevens, Ariel X. и Кайли Уайлд)[8]